# Seth e Mary Eastman
Seth Eastman (Brunswick, 24 gennaio 1808 – Washington, 31 agosto 1875) e la sua seconda moglie
Mary Henderson (Warrenton, 1818 – Washington, 24 febbraio 1887) sono stati una coppia di coniugi statunitense, rispettivamente illustratore e scrittrice, essenziale nella registrazione della vita di molti nativi americani, mediante i dipinti di Seth e la prosa e poesia di Mary.

## Storia
Vicino alla pensione da Brigadier generale nell'esercito degli Stati Uniti, Seth Eastman fu delegato dal congresso a produrre una serie di dipinti per la Sezione degli Affari Indiani (Bureau of Indian Affairs).
Mary Henderson Eastman scrisse molti libri e poesie, tra cui La capanna di Aunt Phillis, un'antitesi de La capanna dello zio Tom di Harriet Beecher Stowe.
Seth Eastman usava colore e realismo per dipingere i Dacotah (Dakota), Sioux e scene di vita di altri Nativi Americani, che mancavano degli stereotipi che si ritrovano in altri dipinti di tale genere. Una sua controversa opera fu Death Whoop (urlo di morte) che fu censurata ben due volte poiché raffigurazione di uno scalpo. Fu delegato dall'House Committee on Military Affairs di dipingere diciassette immagini di importanti fortificazioni. Questi dipinti furono completati tra il 1870 e il 1875. Furono donati per la pubblica esposizione solo negli anni trenta.
Insieme, gli Eastman produssero il volume Dahcotah: Life and Legends of the Sioux basato sulla loro esperienza a Fort Snelling che divenne poi il Minnesota.

## Opere
- Dahcotah: Life and Legends of the Sioux

## Influenza nei media
- Alla loro vita è dedicato il documentario Seth Eastman: Painting the Dakota di Kristian Berg (2002)